# Teoria Estética: Textos Essenciais
Teoria Estética: Textos Essenciais é uma antologia dos textos considerados mais importantes escritos sobre estética e beleza desde Platão até os dias de hoje.
É editado pelo teórico Mark Foster Gage, que é professor associado titular da Universidade de Yale. O livro é composto por vinte capítulos, cada um sobre uma figura influente no campo da estética. Além disso, o próprio editor acrescentou algumas descrições antes de cada capítulo, resumindo como o pensamento de cada figura poderia se relacionar com o pensamento contemporâneo.

## Resumo
Cobrindo a história da filosofia estética desde o grego antigo até o século 21, os vinte capítulos incluem textos de pensadores tão diversos quanto Platão, Aristóteles, Vitrúvio, Alberti, Kant, Edmund Burke, Konrad Fiedler, Nietzsche, Oscar Wilde, Henri Bergson, Clive Bell, Geoffrey Scott, Walter Benjamin, Georges Bataille, Susan Sontag, Fredric Jameson, Elaine Scarry, Alexander Nehamas, Nick Zangwill e David Freedberg & Vittorio Gallese.
A selecção centra-se maioritariamente na questão da forma nas artes visuais e procura questionar a prática prevalecente de apenas qualificar o nosso trabalho com base em conceitos e em termos abstractos.